# Клад (фильм, 2003)
«Клад» (англ. Holes) — фильм 2003 года режиссёра Эндрю Дэвиса, снятый по роману Луиса Сейкера «Ямы».

## Сюжет
На семье подростка по имени Стэнли Илнэтс лежит древнее проклятие. Все его предки по мужской линии были обречены попадать в самые невероятные жизненные переделки. Вот и Стэнли получает срок в исправительном трудовом лагере «Зелёное озеро» за преступление, которое он не совершал.
Администрация лагеря в лице хищной начальницы (Сигурни Уивер) и жестокого старшего надзирателя заставляет своих подопечных ежедневно копать в пустыне странные ямы, называя это «трудовой терапией». Никто из ребят не знает, зачем на самом деле они роют все эти ямы.
Основному сюжету фильма сопутствует история о предках главных героев во времена Дикого Запада, составляя отдельную линию в жанре вестерна. По преданию, в этих местах орудовала банда знаменитой разбойницы Кейт Барлоу по прозвищу Целующая Кейт. Эту кличку она получила за то, что целовала свои жертвы после смерти, оставляя на их лицах следы яркой помады. При этом всё награбленное ею богатство до сих пор не найдено.

## В ролях
| Актёр             | Роль                                             |
| ----------------- | ------------------------------------------------ |
| Сигурни Уивер     | Мисс Уолкер (Начальница лагеря)                  |
| Джон Войт         | Мэрион Севилло / Мистер Сэр                      |
| Патрисия Аркетт   | Кейт Барлоу / «Целующая Кейт»                    |
| Шайа Лабаф        | Стэнли Илнэтс IV / «Пещерный человек» («Команч») |
| Тим Блейк Нельсон | Доктор Пендански                                 |
| Генри Уинклер     | Стэнли Илнэтс III                                |
| Рик Фокс          | Клайд Ливингстоун / «Сладконогий»                |
| Кен Давитян       | Игорь Барков                                     |
| Эрта Китт         | Мадам Зерони                                     |
| Клео Томас        | Гектор Зерони / «Зеро»                           |

## Съёмочная группа
- Режиссёр — Эндрю Дэвис
- Сценарий — Луи Сачар
- Оператор — Стефен Ст. Джон
- Композитор — Джоэл МакНили
- Продюсеры — Эндрю Дэвис, Лоуелл Д. Бланк